# LGBT à la télévision au Royaume-Uni
Les lesbiennes, gays, bisexuels et transgenres (LGBT) sont présents et représentés à la télévision au Royaume-Uni dans les séries télévisées, les talk shows, les émissions d'informations, les émissions de téléréalité et les documentaires.

## Histoire
En 2010, selon une enquête d'opinion commandité par la BBC 18 % des personnes interrogées se déclarent mal l'aise avec la représentation de personnes gays, lesbiennes et bisexuelles (LGB) à la télévision britannique, et environ 20 % des enquêtés s'identifiant comme hétérosexuels, jugent qu'il y a trop de contenu lié aux personnes LGB.
Le contrôleur de la commission chargée de la programmes des séries dramatiques de la BBC estime quant à lui en 2014, que les personnages LGBT sont sous-représentés dans la programmation de l'entreprise publique.

## Séries télévisées

### Historique
Le soap opera Brookside présente le premier personnage ouvertement gay de la fiction télévisée britannique, lorsque le personnage de Gordon Collins, déjà présent durant les trois premières années de la série, fait son coming out lors de retour à l'écran.
En 1998, Coronation Street devient la première série à intégrer parmi ses personnages principaux une femme transgenre, Hayley Cropper. À la suite du Gender Recognition Act 2004, permettant aux personnes trans de se marier, elle épouse légalement son compagnon.
En 1999, Queer as Folk devient la première série britannique entièrement consacrée au thème de l'homosexualité. Alors que certains médias, comme l'Evening Standard et le Time Out, saluent l'avancée sociétale que cette série représente, d'autres, tels que le Daily Mail et The Daily Mirror, dénoncent la mise en scène de relations sexuelles entre hommes.
Trois soap operas populaires ont depuis 2010 des couples gays : Christian et Syed dans EastEnders (premier couple gay avec un musulman), Aaron et Jackson dans Emmerdale, Ste et Brendan dans Hollyoaks.

### Liste de séries télévisées présentant des personnages LGBT
| Titre                         | Années | Années | Chaîne                           | Personnages |
| Titre                         | Début  | Fin    | Chaîne                           | Personnages |
| ----------------------------- | ------ | ------ | -------------------------------- | --- |
| Coronation Street             | 1960   |        | ITV                              | - Hayley Cropper (transgenre, 1998-2014) - Todd Grimshaw (gay, 2001-2004, 2007, 2011, 2013-) - Karl Foster (gay, 2004) - Sean Tully (gay, 2003-) - Sonny Dhillon (bisexuel, 2006-2007) - Marcus Dent (bisexuel, 2007-2008, 2011-2014) - Sophie Webster (lesbienne, 1994-) - Sian Powers (bisexuelle, 2009-2011) - Amber Kalirai (bisexuelle, 2005-2009, 2011-2012) - Jenna Kamara (lesbienne, 2012-2014) - Maddie Heath (2013-2015) - Billy Mayhew (2014-) - Kate Connor (lesbienne, 2015-) - Caz Hammond (lesbienne, 2015-) |
| Emmerdale                     | 1972   |        | ITV                              | - Robert Sugden (bisexuel, 1986-2005, 2009, 2014-) - Zoe Tate (lesbienne, 1989-2005) - Charity Tate (bisexuelle, 2000-2005, 2009-) - Jason Kirk (1999-2002) - Jasmine Thomas (bisexuelle, 2005-2009) - Debbie Dingle (bisexuelle, 2002-) - Aaron Livesy (gay, 2009-2012) - Jackson Walsh (gay, 2010-2011) - Paul Lambert (gay, 2004-2009, 2010, 2015) - Ivan Jones (bisexuel, 2005-2006) - Grayson Sinclair (bisexuel, 2006-2008) - Jonny Foster (2007-2009) - Ali Spencer (bisexuelle, 2011-2015) - Ruby Haswell (lesbienne, 2011-2015) - Finn Barton (2013-) - Lawrence White (2014-) - Darren Thompson (2015) - Flynn Buchanan (gay, 2011) - Ed Roberts (gay, 2012) |
| Pobol y Cwm                   | 1974   |        | S4C                              | - Iolo (gay, 2007-) - Alun (2010-2011) |
| Brookside                     | 1982   | 2003   | Channel 4                        | - Gordon Collins (gay, 1982-84, 1986-90) |
| Taggart                       | 1983   | 2010   | ITV                              | - Stuart Fraser (gay, 1995-2010) |
| EastEnders                    | 1985   |        | BBC One                          | - John Fisher (drag queen, 1986) - Ruth Lyons (lesbienne, 1985-1986) - Colin Russell (gay, 1986-1989) - Barry Clark (gay, 1986-1989) - Guido Smith (gay, 1988-1989) - Queenie Price (gay, 1988-1989) - Joe Wallace (gay, 1991, 1993) - Della Alexander (lesbienne, 1994-1995) - Binnie Roberts (lesbienne, 1994-1995) - Tony Hills (bisexuel, 1995-1999) - Simon Raymond (gay, 1996-1999) - Fred Fonseca (gay, 1998-2000) - Derek Harkinson (gay, 2001-2005) - Sonia Fowler (bisexuelle, 1993-2007, 2010-11, 2014-) - Naomi Julien (lesbienne, 2005-2007) - Marco Bianco (gay, 2007) - Charity Kase (drag queen, 2005, 2007) - Christian Clarke (gay, 2008-2012, 2014-2015) - Steven Beale (bisexuel, 1989-90, 1992-2002, 2007-08) - Lee Thompson (gay, 2008) - Syed Masood (gay, 2009-12) - James Mackie (gay, 2009) - Ben Mitchell (gay, 1996-2000, 2006-12, 2014-) - Danny Pennant (gay, 2012-14) - Tina Carter (lesbienne, 2013-) - Johnny Carter (gay, 2013-14) - Gianluca Cavallo (gay, 2014) - Fiona Mackintosh dite Tosh (bisexuelle, 2014) - Paul Coker (gay, 2015-)                                  |
| Absolutely Fabulous           | 1992   | 2003   | BBC Two                          | - Justin et Oliver (couple) - Serge et Martin (couple, saison 4 épisode 7) |
| The Vicar of Dibley           | 1994   | 2005   | BBC One                          | - Frank Pickle (bisexuel, 1994-2007, 2013) |
| Hollyoaks                     | 1995   |        | Channel 4                        | - Bazil McCourtey (gay, 1995-1997) - Nick O'Connor (gay, 2001-2004) - John Paul McQueen (gay, 2006-2008, 2012-) - Craig Dean (bisexuel, 2002-2008) - Spike (gay, 2007, 2008) - Kieron Hobbs (gay, 2008) - Ravi Roy (bisexuel, 2008-2009) - Kris Fisher (bisexuel, 2006-2010) - Sarah Barnes (bisexuelle, 2005-2009) - Gina Patrick (lesbienne, 1997-2001) - Emily Taylor - Lydia Hart (lesbienne, 2009-2010) - Charlotte Lau (lesbienne, 2009-2010) - Jason Costello (transgenre gay, 2010-2011) - Brendan Brady (gay, 2010-2013) - Ste Hay (gay, 2006-) - Macca (gay, 2010) - Fern (lesbienne, 201-2011) - Noah Baxter (gay, 2011) - Esther Bloom (lesbienne, 2011-) - George Smith (gay, 2011-2014) - Doug Wilde (gay, 2010-2013) - Jodie, bisexuelle (2011-2012) - Texas Longford, bisexuelle (2010-2013) - Tilly Evans (lesbienne, 2011-2014, 2015) - Jen Gilmore (lesbienne, 2012-2013) - Harry Hutchinson (gay, 2015-) - Kim Butterfield (lesbienne, 2014-) - Grace Black (bisexuelle, 2013-) - Lockie Campbell (gay, 2014) - Harry Thompson (gay, 2007-2009, 2013, 2015-) - Scott Drinkwell (gay, 2015) |
| Holby City                    | 1999   |        | BBC One                          | - Antoine Malick (gay, 2011- 2013) - Dan Hamilton (queer, 2011-2012) |
| Les Condamnées                | 1999   | 2006   | ITV1                             | - Nikki Wade (lesbienne, 1999-2001) - Helen Stewart (queer, 1999-2001) - d'autres détenues au fil des saisons |
| Gimme Gimme Gimme             | 1999   | 2001   | BBC Two, BBC One                 | - Tom Farrell (gay) |
| Queer as Folk                 | 1999   | 2000   | Channel 4                        | - majorité des personnages (homosexuels) |
| Doctors                       | 2000   |        | BBC One                          | - Simon Bond (gay, 2009-2011) |
| Ma tribu                      | 2000   | 2011   | BBC One                          | - Michael Harper (gay, coming out en 2010) |
| Bob et Rose                   | 2001   | 2001   | ITV                              | - Bob Gossage (gay) |
| Et alors ?                    | 2001   | 2004   | Channel 4                        | - Alex Stanton (gay) - Dan Parker (gay, 2001-2002) - Mark Wilde (bisexuel, 2002) - Allen Rissbrook (gay, 2004) |
| Metrosexuality                | 2001   | 2001   | Channel 4                        | - majorité des personnages (homosexuels ou bisexuels) |
| River City (en)               | 2002   |        | BBC Scotland                     | - Robbie Fraser (gay, 2009-) |
| Tipping the Velvet            | 2002   | 2002   | BBC Two                          | - Nancy « Nan » Astley (lesbienne. TV) - H LGBT (TV) (R-U (TV) |
| Femmes de footballeurs        | 2002   | 2006   | ITV                              | - Noah Alexander (gay, 2003-2004) - Conrad Gates (bisexuel, 2003-2004) |
| Little Britain                | 2003   | 2006   | BBC One                          | - Daffyd Thomas (gay) - Sebastian Love (gay) - nombreux personnages secondaires |
| Hex : La Malédiction          | 2004   | 2005   | Sky1                             | - Thelma Bates |
| Shameless                     | 2004   | 2013   | Channel 4                        | - Ian Gallagher (gay, 2004-2010) |
| Doctor Who                    | 2005   |        | BBC One                          | - Le Docteur (pansexuel) - Captain Jack Harkness (pansexuel) - River Song (bisexuelle, 2007-2015) - Madame Vastra et Jenny (couple, 2006-2014) - Bill Potts (lesbienne, 2017) |
| Sugar Rush                    | 2005   | 2007   | Channel 4                        | - Kim (lesbienne) - Sugar - Saint (lesbienne) - David et Dave (couple) |
| Sinchronicity                 | 2006   | 2006   | BBC Three                        | - Jase (bisexuel) - Mani - Fay (transgenre) |
| Torchwood                     | 2006   | 2011   | BBC One, BBC Two BBC Three Starz | - Jack Harkness (omnisexuel) - Ianto Jones (bisexuel, 2006-2009) - Toshiko Sato (bisexuelle, 2006-2008) - John Hart (bisexuel) - Angelo Colasanto - Charlotte Wills (lesbienne) |
| Waterloo Road                 | 2006   | 2015   | BBC One                          | |
| Jekyll                        | 2007   | 2007   | BBC One                          | - Miranda Callendar (lesbienne) |
| Skins                         | 2007   | 2013   | E4                               | - Max Oliver (gay, 2007-2008) - Anthony Stonem (bisexualité soupçonnée, 2007-2009) - Cassie Ainsworth (bisexuelle, 2007-2008) - Emily Fitch et Naomi Campbell (couple, 2009-2010). - Alexander Henley (gay, 2012) - Mini McGuinness (bisexuelle, 2011-2012) |
| Britannia High                | 2008   | 2008   | ITV                              | - Jez (gay) |
| Personal affairs              | 2009   | 2009   | BBC Three                        | - Grace et Jane |
| Downton Abbey                 | 2010   | 2015   | ITV1                             | - Thomas Barrow (gay) |
| Come Fly with Me              | 2010   | 2011   | BBC One                          | - multiples |
| Sherlock (série télévisée)    | 2010   | 2017   |                                  | - Irène Adler (lesbienne) |
| Beautiful People              | 2008   | 2009   | BBC Two                          | - Simon (gay) - Kylie (gay) |
| Lip Service                   | 2010   | 2012   | BBC Three                        | - la plupart des personnages |
| Last Tango in Halifax         | 2012   |        | BBC Two                          | - Caroline (lesbienne) - Kate (lesbienne) |
| Hit and Miss                  | 2012   | 2012   | Sky Atlantic                     | - Mia (transgenre) |
| Ripper Street                 | 2012   |        | BBC One                          | - Fred Best (gay, 2012-2015) |
| Bad Education                 | 2012   | 2014   | BBC Three                        | - Stephen Carmichael (gay) - Rosie Gulliver (bisexuelle) |
| Vicious                       | 2013   | 2016   | ITV                              | - Freddie et Stuart (couple) - Mason (gay) |
| In the Flesh                  | 2013   | 2014   | BBC Three                        | - Kieren Walker (gay) - Rick Macy (ex de Kieren) - Simon Monroe (en couple avec Kieren) |
| The Fall                      | 2013   | 2016   | BBC Two                          | - Stella Gibson (bisexuelle) - Danielle Ferrington (lesbienne) |
| A Place to Call Home          | 2013   |        | Channel 4                        | - James Bligh - Harry Polson |
| Journal d'une ado hors norme  | 2013   | 2015   | Channel 4                        | - Archie (gay) |
| Call the Midwife              | 2013   |        | BBC                              | - Patience "Patsy" Mount (lesbienne) |
| Glue                          | 2014   | 2014   | Channel 4                        | - James Warwick - Caleb « Cal » Bray |
| Grantchester                  | 2014   | 2014   | ITV                              | - Leonard Finch (gay) |
| Agatha Raisin                 | 2014   |        | Sky1                             | - Roy Silver (gay) |
| Banana (en)                   | 2015   | 2015   | E4                               | - Dean (gay) - Scotty (lesbienne) - Sian et Violet (couple) - Helen (transsexuelle) - Josh (gay) - Amy (lesbienne) - Aiden et Frank (couple) - Vanessa (lesbienne) - Zara (lesbienne) |
| Cucumber                      | 2015   | 2015   | Channel 4                        | - Henry Best (gay) - Lance Sullivan (gay) - Freddie Baxter (bisexuel) - Dean Monroe (gay) - plusieurs personnages secondaires |
| Cuffs                         | 2015   | 2015   | BBC One                          | - Jake Vickers (gay) - Donna Prager (lesbienne) - Simon Reddington (gay) |
| London Spy                    | 2015   | 2015   | BBC Two                          | - Danny Holt (gay) - Alex (gay) - Scottie (gay) |
| Humans                        | 2015   | 2018   | Channel 4 AMC                    | - Niska (lesbienne) - Astrid (lesbienne) |
| Chewing Gum                   | 2015   |        | E4                               | - Ola (gay) - Ronald (gay) |
| Crashing (en)                 | 2016   | 2016   | Channel 4                        | - Fred (gay) |
| La Folle Aventure des Durrell | 2016   |        | ITV                              | - Sven (le personnage du livre est gay mais il est hétérosexuel dans la série et sort avec l'un des personnages féminins principaux) |
| Marcella                      | 2016   |        | ITV                              | - Matthew Neil - Yann Hall - Clara Thomas |
| Good Vibrations               | 2016   | 2016   | ITV                              | Hellie (lesbienne) |
| Class                         | 2016   | 2016   | BBC Three                        | Charlie et Matteusz sortent ensemble |
| The Loch                      | 2017   | 2017   | ITV                              | - Niall Swift (gay) - Desmond (Dessie) Toner (gay) - Craig Petrie (bisexuel) |
| Ackley Bridge (en)            | 2017   |        | Channel 4                        | - Nasreen Paracha (lesbienne) - Lila Sharif (lesbienne) - Naveed Haider (gay) - Cory Wilson (bisexualité soupçonnée) |
| Man in an Orange Shirt        | 2017   | 2017   | BBC Two                          | - Adam Berryman - Michael Berryman - Thomas March - Steve |
| Sex Education                 | 2018   |        | Netflix                          | - Eric Effiong (gay) - Adam Groff (bisexuel) - Jackson Marchetti (queer) - Ola Nyman (pansexuelle) - Rahim (gay) - Roz et Sofia Marchetti (mères de Jackson) - Anwar (gay) - Nick (gay) - Ruthie (lesbienne) - Tanya (lesbienne) - Jessa (lesbienne, mentionnée par Ruthie) - Lily (en couple avec Ola) - Florence (asexuelle hétéroromantique) - Steve (demisexuel hétéroromantique) - Cal Bowman (non-binaire) - Layla (non-binaire) - Oba (gay) - Roman (transgenre) - Aisha (lesbienne/queer) - Tygone (gay) - Adedayo (gay) - Célia (lesbienne) |
| De Max à Maxine (en)          | 2018   | 2018   | ITV                              | - Maxine (transgenre) |
| The Bisexual                  | 2018   | 2018   | Channel 4                        | - Desiree Akhavan (bisexuelle) - Maxine Peake (lesbienne) |
| Feel Good                     | 2020   |        | Channel 4                        | - Mae Martin (lesbienne) - Georgina (bisexuelle) |
| Mon amie Adèle                | 2021   |        | Netflix                          | - Rob Hoyle (gay) |
| Vigil                         | 2021   |        | BBC One                          | - Amy Silva (bisexuelle) - Kirsten Longacre (lesbienne) |
| It's a Sin                    | 2021   |        | Channel 4                        | - Ritchie Tozer (gay) - Roscoe Babatunde (gay et travesti) - Colin « Gladys » Morris-Jones (gay) - Ash Mukherjee (gay) - Henry Coltrane et Juan Pablo (couple gay) - Gregory « Gloria » Fitch (gay) |
| Heartstopper                  | 2022   |        | Netflix                          | - Charlie Spring (gay) - Nick Nelson (bisexuel) - Elle (transgenre) - Tara (lesbienne) - Darcy (Lesbienne - Isaac (aromantique asexuel) - Ben (Gay) (saisons 1-2) - Tori (asexuelle) - Sahar Zahid (bisexuelle) (saison 2-présent) - M̥r. Farouk (saison 2-présent) & Mr. Ajayi (couple gay) - Coach Singh (lesbienne) - Naomi Russell (transgenre) (saison 2) - Felix (non-binaire) (saison 2) |
| This is going to hurt         | 2022   |        | BBC                              | - Adam Kay (gay) - Harry (gay) |
| Mal & Fils                    | 2022   |        | Netflix                          | - Nathan (bisexuel) - Gabriel (gay) |

## Téléfilms
- L'Homme que je suis, d'après le livre de Quentin Crisp, ITV, 1975.
- Secret Orchards, d'après un livre de J. R. Ackerley (en), Granada Television, 1979.
- Retour au château, ITV, 1981.
- Oranges Are Not the Only Fruit, d'après le livre de Jeanette Winterson, BBC Two, 1990.
- Portrait of a Marriage, BBC Two, 1990.
- Le Langage perdu des grues, BBC, 1991.
- Tipping the Velvet, mini-série d'après un roman de Sarah Waters, BBC Two, 2002.
- Cambridge Spies, BBC Two, 2003.
- Du bout des doigts (Fingersmith), d'après un roman de Sarah Waters, BBC One, 2005.
- The Line of Beauty, d'après un roman d'Alan Hollinghurst, BBC Two, 2006.
- Night Watch, BBC, 2011.